# 宰采韋 (盧甘斯克州)
49°56′2″N 38°26′33″E / 49.93389°N 38.44250°E
宰采韋（羅馬化：Zaitseve）是位於烏克蘭東部的村莊，由盧甘斯克州斯瓦托韋區的特羅伊齊克市鎮負責管轄。該村始建於1959年，面積11.7平方公里，海拔高度170米，2001年人口235，人口密度每平方公里20.1人。